# Stefan Florian Garczyński
Pour les articles homonymes, voir Garczynski.
Stefan Florian Garczyński, né le 13 octobre 1805 à Kosmów et mort le 20 septembre 1833 à Avignon, est un poète et écrivain romantique polonais.

## Biographie
Stefan Garczyński étudie à Berlin, où enseigne Hegel. Vivement influencé, il écrit Wenceslas.
En 1829, souffrant des poumons, il part pour l'Italie où il rencontre Adam Mickiewicz avec lequel il se lie d'une grande amitié.
À la nouvelle de l'insurrection de novembre 1830, il traverse l'Allemagne pour s'engager avec les volontaires poznaniens. Il est alors lieutenant aux 12e lanciers polonais.
Après les combats quotidiens, il crée des chants patriotiques et nationaux.
La défaite oriente Stefan Garczyński vers Dresde, où il retrouve Mickiewicz pour quelques mois.
Les médecins lui préconisent le climat italien ou la région du Lac Léman pour soigner le  mal à la poitrine, il s'installe à Bex.
Puis Mickiewicz l'accompagne sur le trajet vers Avignon. Il décède le 20 septembre 1833, dans les bras de son illustre frère en poésie, lequel lui compose une épitaphe en latin, gravée sur la pierre tombale et surmontée d'une lyre et une harpe qui se croisent.

## Œuvres
- Wenceslas
- Prière au camp
- Chant des volontaires poznaniens en marche vers la Lituanie
- Sonnets guerriers  (Sonety wojenne)
- Histoire de Wacław (Wacława dzieje)
- Aux peuples
- Une tombe sur la route de Sybérie
- Dernier chant (Ostatni kanonier)